# Кот (Шолданештский район)
Кот (рум. Cot) — село в Шолданештском районе Молдавии. Является административным центром коммуны Нижние Климауцы, включающей также село Нижние Климауцы.

## История
Первое документальное упоминание о селе Кот относится ко времени переписи населения 1772—1773 годов. Тогда это было имение монастыря Рэкитоаса (рум. Răchitoasa), в нем насчитывалось 6 подворий. Село относилось к округу Нижний Днестр Сорокского цинута.
В 1820 году село Кот, где был 31 дом, перешло в собственность ясского монастыря Голия (рум. Golia).
В 1890 году в 62 хозяйствах села Кот проживали 279 человек. Одноклассное народное училище открылось в 1909 году, его стали посещать 48 учеников. К началу XX века в населенном пункте уже насчитывалось 970 человек, живших в 180 хозяйствах.
В 1897 году была освящена церковь Святого архангела Михаила.
В 1940 году население составляло 588 человек. В межвоенный период сельчане построили механизированную мельницу, обустроили начальную школу, обновили церковь.
К осени 1949 года в селе Кот осталось 444 жителя. В советское время в селе Кот открылась восьмилетняя школа, детский сад, дом культуры, библиотека, медпункт, почтовое отделение, два магазина.
В селе Кот, именуемом также Коту Подоймий, с древних времен сохранился институт местного самоуправления — Совет старейшин (рум. Sfatul Bătrînilor). Лишь после одобрения старейшин сельчане приступают к тому или иному делу.

## География
Село расположено на правом берегу реки Днестр между сёлами Бурсук и Нижние Климауцы на высоте 68 метров над уровнем моря. Расстояние от Шолданешт — 26 км, от Кишинёва — 144 км.

## Население
По данным переписи населения 2004 года, в селе Кот проживает 397 человек (186 мужчин, 211 женщин).
Этнический состав села:
| Национальность | Число жителей | Процентный состав |
| -------------- | ------------- | ----------------- |
| молдаване      | 393           | 98,99             |
| украинцы       | 4             | 1,01              |
| Всего          | 397           | 100 %             |

## Инфраструктура
В селе действует церковь Святого архангела Михаила, основанная в 1897 году. Есть школа, детский сад, библиотека, пункт медицинской помощи, почтовое отделение, два магазина.